# Thomas G. Palaima
Thomas G. Palaima (Cleveland, 6 de outubro de 1951) é um micenólogo, Professor Centenário do Raymond F. Dickson e diretor-fundador do Programa de Escritos do Mar Egeu e Pré-história (PASP) no Departamento de Clássicos da Universidade do Texas em Austin. Recebeu seu B.A. do Colégio de Boston em Matemática e Clássicos (1973) e um Ph.D. em Clássicos da Universidade de Wisconsin-Madison (1980). Palaima recebeu uma bolsa MacArthur 1985-1990 para o trabalho em escritos do Mar Egeu e um doutorado honorário da Universidade de Uppsala em 1994. Nesta área de pesquisa ele se focou em paleografia, sistemas de escrita, e uso de tablete de Linear B para se aproximar da resposta de questões sobre muitos aspetos de como as pessoas viviam na Grécia pré-histórica. Também tem estudado e escrito sobre problemas com o atletismo NCAA nas instituições americanas de ensino superior. De 2008 até 2011, foi o representante da Universidade do Texas em Austin sobre a Coligação Nacional de Atletismo Universitário.
Seus outros interesses incluem escrever comentários intelectuais públicos (bem mais de 200 desde 1999), revisar livros sobre ampla gama de assuntos antigos e modernos, e fazer pesquisa, escrever, ensinar, palestrar sobre como os seres humanos, em grupo ou individualmente, criam resposta à experiência, direta ou indireta, da guerra e da violência. Ele também fez o ensino de extensão, incluindo trabalho com o fornecimento para adultos em nível de pobreza a oportunidade de retornarem ao ensino superior através de um programa inovador de ensino das humanidades. Ele tem escrito extensivamente sobre música, especialmente sobre Bob Dylan e sua influência cultural.